# Кокс, Генри Октавиус
Генри Октавиус Кокс (англ. Henry Octavius Coxe; 20 сентября 1811—8 июля 1881) — английский библиотекарь и филолог.

## Биография
Был главным библиотекарем бодлеянской библиотеки в Оксфорде, составил ценные каталоги: «Catalogue of Mss. in the library of All Soul’s College» (Оксфорд, 1842); «Catalogue of the Mss. belonging to the colleges and halls of Oxford» (2 т., Оксфорд, 1852); «Catalogus codicum mss., qui in bibliotheca Bodleiana adservantur» (т. I, «Codices graeci», Оксфорд, 1853; т. II, «Codices Laudiani», 1858; т. III, «Codices graeci et latini canonici» 1854).
Для английского исторического общества Кокс подготовил издание «The chronicles of Roger of Wendover» (5 т., Лондон, 1841—1844), для Roxburghe-Club — «Metrical life of Edward the black prince, an historical poem, written in French by Chandos Herald» (Лондон, 1842 — с переводом и примечаниями) и «Vox Clamantis» Джона Говера (Лондон, 1850).